# Club Atlético Osasuna 2023-2024
Questa voce raccoglie le informazioni riguardanti il Club Atlético Osasuna nelle competizioni ufficiali della stagione 2023-2024.

## Maglie e sponsor
| Casa | Trasferta | Terza maglia |

## Organico

### Rosa
In corsivo i calciatori ceduti durante la stagione
| N. |                      | Ruolo | Calciatore      |
| -- | -------------------- | ----- | --------------- |
| 1  | Spagna (bandiera)    | P     | Sergio Herrera  |
| 2  | Spagna (bandiera)    | D     | Nacho Vidal     |
| 3  | Spagna (bandiera)    | D     | Juan Cruz       |
| 4  | Spagna (bandiera)    | D     | Unai García     |
| 5  | Spagna (bandiera)    | D     | David García    |
| 6  | Spagna (bandiera)    | C     | Lucas Torró     |
| 7  | Spagna (bandiera)    | C     | Jon Moncayola   |
| 8  | Serbia (bandiera)    | C     | Darko Brašanac  |
| 9  | Argentina (bandiera) | A     | Ezequiel Ávila  |
| 10 | Spagna (bandiera)    | D     | Aimar Oroz      |
| 11 | Spagna (bandiera)    | A     | Kike Barja      |
| 12 | Spagna (bandiera)    | D     | Jesús Areso     |
| 13 | Spagna (bandiera)    | P     | Aitor Fernández |

| N. |                     | Ruolo | Calciatore       |
| -- | ------------------- | ----- | ---------------- |
| 14 | Spagna (bandiera)   | C     | Rubén García     |
| 15 | Spagna (bandiera)   | D     | Rubén Peña       |
| 16 | Spagna (bandiera)   | A     | Moi Gómez        |
| 17 | Croazia (bandiera)  | A     | Ante Budimir     |
| 19 | Spagna (bandiera)   | C     | Pablo Ibáñez     |
| 20 | Spagna (bandiera)   | C     | José Arnáiz      |
| 22 | Colombia (bandiera) | D     | Johan Mojica     |
| 23 | Spagna (bandiera)   | D     | Raúl García      |
| 24 | Spagna (bandiera)   | D     | Alejandro Catena |
| 28 | Spagna (bandiera)   | D     | Jorge Herrando   |
| 34 | Spagna (bandiera)   | C     | Iker Muñoz       |

## Calciomercato

### Sessione estiva
| Acquisti         | Acquisti         | Acquisti       | Acquisti                   |
| R.               | Nome             | da             | Modalità                   |
| ---------------- | ---------------- | -------------- | -------------------------- |
| A                | Raúl García      | Betis          | definitivo (6,5 milioni €) |
| D                | Alejandro Catena | Rayo Vallecano | gratuito                   |
| A                | José Arnáiz      | Leganés        | gratuito                   |
| D                | Johan Mojica     | Villarreal     | prestito                   |
| Altre operazioni |                  |                |                            |
| R.               | Nome             | da             | Modalità                   |
| D                | Jesús Areso      | Burgos         | fine prestito              |
| C                | Javi Martínez    | Huesca         | fine prestito              |

| Cessioni         | Cessioni                | Cessioni        | Cessioni      |
| R.               | Nome                    | a               | Modalità      |
| ---------------- | ----------------------- | --------------- | ------------- |
| A                | Enrique García Martínez | Alavés          | gratuito      |
| D                | Aridane Hernández       | Rayo Vallecano  | gratuito      |
| C                | Javi Martínez           | Huesca          | prestito      |
| D                | Diego Moreno            | Mirandés        | prestito      |
| A                | Iker Benito             | FC Andorra      | prestito      |
| Altre operazioni |                         |                 |               |
| R.               | Nome                    | da              | Modalità      |
| A                | Abde Ezzalzouli         | Barcellona      | fine prestito |
| D                | Manu Sánchez            | Atlético Madrid | fine prestito |

### Sessione invernale
| Acquisti         | Acquisti         | Acquisti         | Acquisti         |
| R.               | Nome             | da               | Modalità         |
| Altre operazioni | Altre operazioni | Altre operazioni | Altre operazioni |
| R.               | Nome             | da               | Modalità         |
| ---------------- | ---------------- | ---------------- | ---------------- |
| D                | Diego Moreno     | Mirandés         | fine prestito    |

| Cessioni         | Cessioni       | Cessioni     | Cessioni                 |
| R.               | Nome           | a            | Modalità                 |
| ---------------- | -------------- | ------------ | ------------------------ |
| A                | Ezequiel Ávila | Betis        | definitivo (4 milioni €) |
| C                | Darko Brašanac | Leganés      | gratuito                 |
| D                | Nacho Vidal    | Maiorca      | prestito                 |
| Altre operazioni |                |              |                          |
| R.               | Nome           | da           | Modalità                 |
| D                | Diego Moreno   | FC Cartagena | prestito                 |

## Risultati

### Primera División

#### Girone di andata
| Arbitro: | González Fuertes |

|  |           |                                |
|  | Marcatori | 24’ Rubén García 74’ Moi Gómez |

| Arbitro: | Munuera Montero |

|  |           |                              |
|  | Marcatori | 11’ I. Williams 20’ Guruzeta |

| Arbitro: | Pulido Santana |

|          |           |                         |
| Duro 80’ | Marcatori | 24’ Oroz 90+5’ I. Vidal |

| Arbitro: | Ortiz Arias |

|           |           |                                     |
| Ávila 76’ | Marcatori | 45+1’ Koundé 85’ (rig.) Lewandowski |

| Arbitro: | Hernández Hernández |

|                                         |           |                       |
| Mitrović 36’ Carmona 51’ Maksimović 86’ | Marcatori | 45’ Muñoz 57’ Budimir |

| Pamplona 23 settembre 2023, ore 16:15 CEST 6ª giornata | Osasuna             | 0 – 0 referto | Siviglia | Stadio El Sadar (19 670 spett.)\| Arbitro: \| Iglesias Villanueva \| |
| Arbitro:                                               | Iglesias Villanueva |               |          |                                                                      |

| Arbitro: | Martínez Munuera |

|  |           |                            |
|  | Marcatori | 20’ Griezmann 81’ Riquelme |

| Arbitro: | Figueroa Vázquez |

|  |           |                        |
|  | Marcatori | 36’ Arnáiz 90’ Budimir |

| Arbitro: | Cuadra Fernández |

|                                            |           |  |
| Bellingham 9’, 54’ Vinícius 65’ Joselu 70’ | Marcatori |  |

| Arbitro: | Busquets Ferrer |

|                         |           |  |
| Budimir 11’, 59’ (rig.) | Marcatori |  |

| Arbitro: | José María Sánchez Martínez |

|                               |           |                  |
| Willian José 45+1’ Isco 90+4’ | Marcatori | 85’ Rubén García |

| Arbitro: | Munuera Montero |

|                  |           |                                                      |
| Budimir 25’, 55’ | Marcatori | 16’ I. Martín 71’ Dovbyk 80’ Tsygankov 90’ A. García |

| Arbitro: | Figueroa Vázquez |

|             |           |             |
| Budimir 73’ | Marcatori | 70’ Moleiro |

| Arbitro: | De Burgos Bengoetxea |

|                          |           |            |
| J. Morales 57’, 71’, 80’ | Marcatori | 78’ Catena |

| Arbitro: | Pulido Santana |

|              |           |           |
| Moi Gómez 2’ | Marcatori | 41’ Sadiq |

| Arbitro: | Martínez Munuera |

|           |           |                    |
| Roger 19’ | Marcatori | 70’ (rig.) Budimir |

| Arbitro: | Iglesias Villanueva |

|                 |           |  |
| R. García 90+5’ | Marcatori |  |

| Arbitro: | Melero López |

|                                       |           |                             |
| Nastasić 12’ Rodríguez 53’ Raíllo 62’ | Marcatori | 7’ Ibáñez 90+1’ Raúl García |

| Arbitro: | Soto Grado |

|             |           |  |
| Budimir 27’ | Marcatori |  |

#### Girone di ritorno
| Arbitro: | Figueroa Vázquez |

|                 |           |  |
| Vitor Roque 63’ | Marcatori |  |

| Arbitro: | Sánchez Martínez |

|                                    |           |                                  |
| Raúl García 9’ Muñoz 31’ Areso 80’ | Marcatori | 64’ Borja Mayoral 68’ Maksimović |

| Arbitro: | Cuadra Fernández |

|               |           |             |
| I. Romero 24’ | Marcatori | 55’ Budimir |

| Arbitro: | Alberola Rojas |

|  |           |                                                |
|  | Marcatori | 24’ Strand Larsen 25’ De la Torre 90’ Douvikas |

| Arbitro: | de Mera Escuderos |

|  |           |             |
|  | Marcatori | 49’ Budimir |

| Arbitro: | Hernández Maeso |

|                    |           |  |
| Budimir 63’, 90+1’ | Marcatori |  |

| Arbitro: | Munuera Montero |

|                  |           |                 |
| K. Rodríguez 52’ | Marcatori | 49’ Unai García |

| Arbitro: | Figueroa Vázquez |

|             |           |  |
| Budimir 76’ | Marcatori |  |

| Arbitro: | Busquets Ferrer |

|                     |           |  |
| Portu 13’ Sávio 86’ | Marcatori |  |

| Arbitro: | Martínez Munuera |

|                        |           |                                        |
| Budimir 7’ Muñoz 90+1’ | Marcatori | 4’, 64’ Vinícius 18’ Carvajal 61’ Díaz |

| Arbitro: | González Fuertes |

|  |           |                                   |
|  | Marcatori | 2’ Arnáiz 9’ Budimir 61’ I. Muñoz |

| Arbitro: | Munuera Montero |

|  |           |                |
|  | Marcatori | 18’ A. Almeida |

| Arbitro: | Melero López |

|                           |           |               |
| Chavarría 80’ Palazón 84’ | Marcatori | 29’ Moi Gómez |

| Arbitro: | Hernández Hernández |

|                                    |           |  |
| Pellistri 29’ Uzuni 48’ Boyé 90+4’ | Marcatori |  |

| Arbitro: | García Verdura |

|  |           |                            |
|  | Marcatori | 41’ A. Pérez 45+3’ Fornals |

| Arbitro: | Sánchez Martínez |

|                                  |           |                                  |
| I. Williams 58’ Villalibre 90+6’ | Marcatori | 40’ Raúl García 47’ Rubén García |

| Arbitro: | Hernández Maeso |

|               |           |            |
| Moncayola 14’ | Marcatori | 65’ Darder |

| Arbitro: | González Fuertes |

|            |           |                                         |
| Morata 55’ | Marcatori | 26’, 64’ Raúl García 52’ Oroz 88’ Torró |

| Arbitro: | Melero López |

|             |           |                |
| Budimir 30’ | Marcatori | 57’ J. Morales |

### Coppa del Re
| Arbitro: | Sánchez Martínez |

|  |           |             |
|  | Marcatori | 108’ Arnáiz |

| Arbitro: | Hernández Hernández |

|  |           |                                   |
|  | Marcatori | 57’ (rig.) Oyarzabal 90+8’ Merino |

### Supercoppa di Spagna
| Arbitro: | Muñiz Ruiz |

|                             |           |  |
| Lewandowski 59’ Yamal 90+3’ | Marcatori |  |

### UEFA Europa Conference League

#### Spareggi
| Arbitro: | Benoît Millot |

|           |           |                              |
| Ávila 78’ | Marcatori | 50’ Skov Olsen 80’ De Cuyper |

| Arbitro: | Daniel Stefański |

|                           |           |                        |
| Thiago 73’ Skov Olsen 76’ | Marcatori | 27’ Mojica 53’ Budimir |

## Statistiche finali

### Statistiche di squadra
| Competizione        | Punti | In casa | In casa | In casa | In casa | In casa | In casa | In trasferta | In trasferta | In trasferta | In trasferta | In trasferta | In trasferta | Totale | Totale | Totale | Totale | Totale | Totale | DR  |
| Competizione        | Punti | G       | V       | N       | P       | Gf      | Gs      | G            | V            | N            | P            | Gf           | Gs           | G      | V      | N      | P      | Gf     | Gs     | DR  |
| ------------------- | ----- | ------- | ------- | ------- | ------- | ------- | ------- | ------------ | ------------ | ------------ | ------------ | ------------ | ------------ | ------ | ------ | ------ | ------ | ------ | ------ | --- |
| Liga                | 45    | 19      | 6       | 5       | 8       | 19      | 26      | 19           | 6            | 4            | 9            | 26           | 30           | 38     | 12     | 9      | 17     | 45     | 56     | -11 |
| Coppa del Re        | -     | 1       | 0       | 0       | 1       | 0       | 2       | 1            | 1            | 0            | 1            | 1            | 0            | 2      | 1      | 0      | 1      | 1      | 2      | -1  |
| Supercopa de España | -     | -       | -       | -       | -       | -       | -       | -            | -            | -            | -            | -            | -            | 1      | 0      | 0      | 1      | 0      | 2      | -2  |
| Conference League   | -     | 1       | 0       | 0       | 1       | 1       | 2       | 1            | 0            | 1            | 0            | 2            | 2            | 2      | 0      | 1      | 1      | 3      | 4      | -1  |
| Totale              | -     | 21      | 6       | 5       | 10      | 20      | 30      | 21           | 7            | 5            | 10           | 29           | 32           | 43     | 13     | 10     | 20     | 49     | 64     | -15 |

### Andamento in campionato
| Giornata  | 1 | 2 | 3 | 4  | 5  | 6  | 7  | 8 | 9  | 10 | 11 | 12 | 13 | 14 | 15 | 16 | 17 | 18 | 19 | 20 | 21 | 22 | 23 | 24 | 25 | 26 | 27 | 28 | 29 | 30 | 31 | 32 | 33 | 34 | 35 | 36 | 37 | 38 |
| --------- | - | - | - | -- | -- | -- | -- | - | -- | -- | -- | -- | -- | -- | -- | -- | -- | -- | -- | -- | -- | -- | -- | -- | -- | -- | -- | -- | -- | -- | -- | -- | -- | -- | -- | -- | -- | -- |
| Luogo     | T |   | T | C  | T  | C  | C  | T | T  | C  | T  | C  | C  | T  | C  | T  | C  | T  | C  | T  | C  | T  | C  | T  | C  | T  | C  | T  | C  | T  | C  | T  | T  | C  | T  | C  | T  | C  |
| Risultato | V | P | V | P  | P  | N  | P  | V | P  | V  | P  | P  | N  | P  | N  | N  | V  | P  | V  | P  | V  | N  | P  | V  | V  | N  | V  | P  | P  | V  | P  | P  | P  | P  | N  | N  | V  | N  |
| Posizione | 2 | 9 | 6 | 10 | 12 | 11 | 14 | 9 | 12 | 10 | 11 | 12 | 12 | 14 | 14 | 14 | 12 | 12 | 12 | 12 | 11 | 12 | 12 | 11 | 11 | 11 | 10 | 10 | 12 | 9  | 11 | 11 | 11 | 13 | 13 | 13 | 11 |    |